# Yuji Yabu
Yuji Yabu (養父 雄仁 Yabu Yuji?), född 24 maj 1984 i Kanagawa prefektur, är en japansk fotbollsspelare.
Yabu började sin karriär 2007 i Kawasaki Frontale. Efter Kawasaki Frontale spelade han för Ventforet Kofu, Roasso Kumamoto, V-Varen Nagasaki och Fujieda MYFC.